# 林鴻敏
林鴻敏（1990年9月7日—）是臺灣男子田徑運動員，2014年4月在全國大專校院田徑公開賽男甲組跳遠決賽，以7.62公尺（W：-0.7）成績奪得金牌，並達2014年亞洲運動會跳遠參賽標準。

## 統計
| 成績            |      | 風速（m/s） | 日期           | 地點                         |
| --------------- | ---- | ----------- | -------------- | ---------------------------- |
| 8.10公尺        | 室外 | +0.4        | 2017年6月10日  | 日本神奈川縣平塚市           |
| 8.04公尺        | 室外 | +0.5        | 2016年5月3日   | 中華民國（臺灣）臺東縣臺東市 |
| 7.92公尺        | 室外 | +0.4        | 2016年5月3日   | 中華民國（臺灣）臺東縣臺東市 |
| 7.92公尺        | 室外 | +0.9        | 2017年5月9日   | 中華民國（臺灣）臺北市大安區 |
| 7.90公尺        | 室外 | -0.2        | 2019年10月20日 | 中華民國（臺灣）桃園市桃園區 |
| 7.89公尺        | 室外 | +0.5        | 2018年2月12日  | 印度尼西亞雅加達             |
| 7.86公尺        | 室外 | 0           | 2012年10月27日 | 中華民國（臺灣）臺北市松山區 |
| 7.85公尺        | 室外 | 0           | 2018年5月26日  | 中華民國（臺灣）臺北市松山區 |
| 7.83公尺        | 室外 |             | 2017年5月9日   | 中華民國（臺灣）臺北市大安區 |
| 7.82公尺        | 室外 | +0.9        | 2012年3月      | 中華民國（臺灣）臺北市松山區 |
| 平均約7.913公尺 |      |             |                |                              |

## 外部連結
- 林鴻敏在的頁面